# Ошима (полуостров)
Ошима (на японски: 渡島 半島 Oshima-hantō) е полуостров в Япония, явяващ се югозападната част на остров Хокайдо. Дължината му е около 160 km, а ширината варира от 26 до 100 km. На североизток чрез провлака Сирибеси (с ширина 24 km) се свързва с останалата част на остров Хокайдо. На запад и северозапад се мие от водите на Японско море, на изток – от водите на Тихия океан (залива Утиура), а на юг – от водите на протока Цугару, съединяващ Японско море с Тихия океан. В южната си част полуостров Ошима са разклонява на два по-малки полуострова – Мацумае (на югозапад) и Камеда (на югоизток). Релефът му е предимно планински с височина 500 – 1000 m, най-високата точка е угасналият вулкан Кариба (1520 m), издигащ се в северната му част. В югоизточната му част се намират действащите вулкани Комагатаке е Есан. Равнините са малко и са с ограничени размери: Китахияма (на северозапад), Есаси (на запад) и Хакодате (на юг). В района на двата вулкана се разработват големи находища на сяра. Климатът е умерен, мусонен. Склоновете на планините са заети от широколистни гори и с участието на южни иглолистни видове (криптомерия и др.). Основният поминък на населението е зеленчукопроизводството, бубарството, риболовът и животновъдството. Най-голям град и пристанище е Хакодате, разположен на протока Цугару.